# Этапное гипсование
Этапное гипсование, постепенное гипсование или гипсование в несколько этапов. (нейро-ортопедическое этапное гипсование, метод этапных гипсовых повязок) — нейро-ортопедический метод коррекции контрактур и деформаций гипсовыми повязками. Применяется больным детям с ДЦП при наличии у них патологических установок и рефлекторно-спастических «контрактур» верхних и нижних конечностей, как альтернатива хирургическому лечению, особенно у детей младшего возраста. В СССР метод освоен и внедрён Ольгой Константиновной Сенько в 1962 в Евпаторийском детском клиническом санатории.

## История
В 1962 году врач нейро-ортопед Сенько Ольга Константиновна и военными хирургами Афанасенко И. К. и Алещенко В. И. для коррекции патологических установок и лечения контрактур суставов у больных с ДЦП впервые в СССР разработали и использовали метод этапных гипсовых повязок.
Метод используется в следующих организациях: ЕДКС — Евпатория, Институт Турнера — Санкт-Петербург, 18 больница — Москва, Волгоград - детская областная больница.

## Описание метода
Данный метод — это комплекс лечебного массажа с фиксацией достигнутых результатов. Процедура, к примеру, может начинаться с разработки стопы. Врач разминает её, стремясь изменить положение стопы на более правильное. Силовое воздействие при этом исключено. Если удаётся незначительно улучшить положение стопы, его сразу закрепляют гипсовым сапожком. Обычно гипсовую повязку накладывают от стопы до области выше колена. Через некоторое время сапожок снимают и проводится повторная разработка стопы. Главная задача — добиться еще большего улучшения по сравнению с предыдущим разом. После чего снова накладывается гипсовая повязка. Так, поэтапно, в несколько подходов выполняется разработка стопы на одном и том же месте.
Этапное гипсование способствует снижению повышенного мышечного тонуса, уменьшению влияния патологических тонических рефлексов, стимулирует развитие установочных рефлексов и устраняет дисбаланс между мышцами агонистами и антагонистами. Отличие от многих детских специализированных лечебных учреждений, применяющих этапное гипсование, заключается в том, что только в санатории метод применяется с обязательным учётом воздействия познотонических рефлексов на формирование рефлекторных контрактур и патологических установок (сгибательные и разгибательные, комбинированные и ротационные). Значительно отличается и средняя длительность иммобилизации в гипсовых повязках, она составляет 21-30 дней со сменой гипсовых этапов каждые 5-7 дней.
Для контроля эффективности в динамике применяются инструментально-графические методы исследования: электромиография, стабилография, подография, оценка параметров походки.
У детей от 2 до 10 лет коррекция патологических установок и спастических рефлекторных «контрактур» достижима в 100% случаев.